# Liste der Bodendenkmale in Rabenau (Sachsen)
In der Liste der Bodendenkmale in Rabenau sind die Bodendenkmale der Gemeinde Rabenau und ihrer Ortsteile nach dem Stand der Auflistung von Harald Quietzsch und Heinz Jacob aus dem Jahr 1982 aufgelistet. Eventuelle Änderungen und Ergänzungen, insbesondere aus der Zeit nach der Wende, sind nicht berücksichtigt, da für Sachsen aktuell keine neueren allgemein zugänglichen Bodendenkmallisten vorliegen. Die Baudenkmale sind in der Liste der Kulturdenkmale in Rabenau (Sachsen) aufgeführt.
| Denkmal-ID | Fundart            | Ortsteil | Bezeichnung                    | Zeitstellung    | Lage                                                                                 | Bemerkungen                                                               | Bild |
| ---------- | ------------------ | -------- | ------------------------------ | --------------- | ------------------------------------------------------------------------------------ | ------------------------------------------------------------------------- | ---- |
| ?          | besonderer Stein   | Karsdorf | Steinkreuz „Steinernes Messer“ | Spätmittelalter | südwestlich des Orts in der Dippoldiswalder Heide, Forstrevier Karsdorf Abteilung 50 | Messereinzeichnung, Schutz seit 5. September 1972                         |      |
| ?          | besonderer Stein   | Karsdorf | Steinkreuz                     | Neuzeit         | südwestlich des Orts in der Dippoldiswalder Heide, Forstrevier Karsdorf Abteilung 54 | Kreuz als Flachrelief, Schutz seit 5. September 1972                      |      |
| ?          | Befestigung > Burg | Rabenau  | Wehranlage                     | Mittelalter     | südlicher Ortsrand, Bergsporn über dem Oelsabach, Gelände der Möbelfabrik            | Spornburg, Abschnittsgraben verfüllt, durch Fabrik überbaut und verändert |      |